# 尖胸隆頭魚
尖胸隆頭魚，為輻鰭魚綱鱸形目隆頭魚亞目隆頭魚科的其中一種，分布於西大西洋區，從美國佛羅里達州南部、百慕達群島至南美洲北部海域，棲息深度8-100公尺，體長可達30公分，棲息在臨海礁坡海域，以浮游生物等為食，生活習性不明，可做為食用魚及觀賞魚。

## 擴展閱讀
維基物種上的相關：尖胸隆頭魚